# France 3 Pays de la Loire
 (décembre 2021).
France 3 Pays de la Loire est une des vingt-quatre antennes métropolitaines de proximité de France Télévisions, émettant sur la région Pays de la Loire, et basée à Nantes.

## Histoire de la chaîne
Un centre d'actualité est créé à Nantes : Télé Loire-Océan (pour la partie ouest des Pays de la Loire) puis un autre au Mans : Télé-Maine-Anjou-Touraine-Perche (pour la partie est des Pays de la Loire, et au-delà puisque l'émetteur du Mans « déborde » sur la région Centre). Ces deux stations diffusent chacune un journal télévisé en parallèle au journal breton. La station du Mans deviendra ensuite une « locale » recentrée sur le seul département de la Sarthe.
À la suite de l'éclatement de l'ORTF, Télé Loire-Océan et Télé-Maine-Anjou-Touraine-Perche deviennent FR3 Bretagne Pays-de-Loire le 6 janvier 1975 et les programmes régionaux passent de la deuxième à la troisième chaîne.
À partir du 5 septembre 1983, le programme régional est diffusé en soirée de 17 h 0 à 19 h 55 et la publicité sur l'antenne régionale est autorisée par la Haute Autorité de la communication audiovisuelle en 1984. L'information régionale est diffusée tous les jours de 19 h 10 à 19 h 30 dans le cadre du 19/20 dès 1990. 
À la suite de la création de France Télévisions le 7 septembre 1992, FR3 Bretagne Pays-de-Loire devient France 3 Ouest. 
En 2010, une nouvelle organisation territoriale de France 3 a été mise en place. France 3 Pays de la Loire est alors rattaché au pôle de gouvernance du Nord-Ouest dont le siège est à Rennes.
Nouvelle réforme en 2017, 12 directions régionales (et une territoriale, la Corse) sont créées. L’objectif est de développer la proximité. Dans ce cadre, France 3 Pays de la Loire devient une direction régionale.

## Identité visuelle
Le 29 janvier 2018, France 3 dévoile le nouveau logo pour la région et locale Pays de la Loire.

### Identité visuelle (logo)

Logo de FR3 Bretagne Pays-de-Loire du 6 mai 1986 au 22 novembre 1987.
Logo de France 3 Ouest du 7 septembre 1992 au 6 janvier 2002.
Logo de France 3 Ouest du 7 janvier 2002 au 6 avril 2008 (aujourd'hui dénommée France 3 Bretagne et France 3 Pays de la Loire).
Logo de France 3 Pays de la Loire du 4 janvier 2010 au 4 septembre 2011.
Logo de France 3 Pays de la Loire du 5 septembre 2011 à l'hiver 2017.
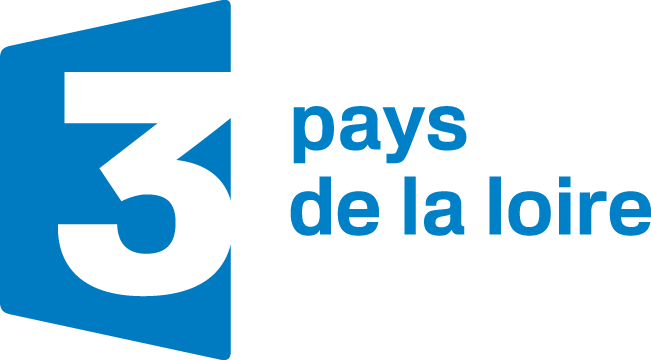
Logo de France 3 Pays de la Loire de l'hiver 2017 au 28 janvier 2018.
Logo de France 3 Pays de la Loire depuis le 29 janvier 2018.

### Slogans
- 1972-1975 : « Des programmes comme la troisième chaîne, ça ne s'échange pas »
- 1975-1986 : « FR3, la seule chaîne régionale »
- 1986-1987 : « FR3, c'est 3 fois mieux ! »
- 1987-1990 : « FR3, Le relief de la vie »
- 1990-1992 : « FR3, La télé pour de vrai »
- 1992-2001 : « France 3, la télé qui prend son temps »
- 2001-2010 : « De près, on se comprend mieux »
- 2010 : « France 3, avec vous, à chaque instant »
- 2013 : "Vous êtes au bon endroit"
- 2013 : "Nos régions nous inspirent, nos régions vous inspirent"
- Septembre 2018 : « Sur France 3, vous êtes au bon endroit »

## Organisation

### Présentateurs
- Virginie Charbonneau
- Emmanuel Faure
- Cathy Colin
- Mathieu Guillerot
- Anthony Brulez
- Marion Naumann
- Amélie Lepage
- Christophe Chastanet
- Ahlam Noussair
- Julie Hattu
- Marine Barnérias